# Ectoedemia hispanica
Ectoedemia hispanica é uma espécie de insetos lepidópteros, mais especificamente de traças, pertencente à família Nepticulidae.
A autoridade científica da espécie é van Nieukerken, tendo sido descrita no ano de 1985.
Trata-se de uma espécie presente no território português.